# Rolls-Royce 15hp
Rolls-Royce 15hp är en personbil, tillverkad av den brittiska biltillverkaren Rolls-Royce 1905.
Bilen utvecklades ur den tvåcylindriga 10hp. Motorn kompletterades med en tredje, separatgjuten cylinder. Cylinderdiametern hade ökats, till 101,6 mm, medan slaglängden låg kvar på 127 mm, vilket ger en cylindervolym på 3089 cm³.